# 欧塞尔区
欧塞尔区（法語：arrondissement d'Auxerre）是法国勃艮第-弗朗什-孔泰大区约讷省所辖的一个区。总面积3431.8平方公里，总人口164565，人口密度48人/平方公里（2018年）。主要城镇为欧塞尔。

## 辖区
欧塞尔区辖有170个市镇。